# Walter Hönn
 Karl Eugen Ludwig Walter Hönn (* 1906 in Römhild; † 1980) war ein deutscher Arzt und Heimatforscher. 
Walter Hönn war der Sohn des Römhilder Arztes und Ehrenbürgers Ernst Hönn und legte die Hönnsche Sammlung an, die er nach seinem Tod dem Museum Schloss Glücksburg in Römhild stiftete. 1930 promovierte er an der Universität Würzburg mit der Dissertation Eine traumatische Epithelcyste im Knochen.
| Personendaten    | Personendaten                     |
| ---------------- | --------------------------------- |
| NAME             | Hönn, Walter                      |
| KURZBESCHREIBUNG | deutscher Arzt und Heimatforscher |
| GEBURTSDATUM     | 1906                              |
| GEBURTSORT       | Römhild                           |
| STERBEDATUM      | 1980                              |